# Windkraftanlage Kodeń
Die Windkraftanlage Kodeń ist eine im Jahr 2014 errichtete Windkraftanlage mit einem Vertikalrotor in der Nähe der polnischen Landgemeinde Kodeń. Sie wurde von  Piskorz entwickelt und besteht aus drei je 30 Meter hohen Türmen, in denen sich je 9 Vertikalrotoren befinden. Die Windkraftanlage Kodeń besitzt eine Nennleistung von 500 kW. Das verwendete Konzept besitzt den Vorteil hoher Modularität und geringerer Lärmentwicklung.